# Einar Löfstedt den yngre
Haimon Einar Harald Löfstedt, född den 15 juni 1880 i Uppsala, död den 10 juni 1955 i Stockholm, var en svensk språkforskare. Han var son till Einar Löfstedt den äldre.

## Biografi
Löfstedt blev filosofie doktor och docent i latinska språket vid Uppsala universitet 1907. År 1912 blev han erbjuden en professur i klassisk filologi vid universitetet i Breslau och chefskapet för Thesaurus Linguae Latinae men avböjde.
Löfstedt var professor i romersk vältalighet och poesi vid Lunds universitet 1913–1945 och rektor för Lunds universitet 1939–1945. Han var även inspektor för Blekingska nationen i Lund 1919–1939. År 1935 fick han med Giorgio Pasquali dela Turinakademiens stora Vallauripris.
Bland hans arbeten märks Beiträge zur Kenntnis der späteren Latinität (gradualavhandling 1907), Spätlateinische Studien (1908), Philologischer Kommentar zur Peregrinatio Aetheriae (1911), flera arbeten om Tertullianus' Apologeticum (1915), Arnobiana (1917), Syntactica. Studien und Beiträge zur historischen Syntax des Lateins (2 band, 1928-33).
Einar Löfstedt gifte sig 1916 med Annie Günther, dotter till Ernst Günther (1850–1927), och var far till Ingrid Arvidsson. Han dog fem dygn före sin 75-årsdag. Han ligger begravd på Uppsala gamla kyrkogård.

## Utmärkelser, ledamotskap och priser
- Kommendör med storkors av Nordstjärneorden (KmstkNO)
- Ledamot av Svenska Akademien (1942)
- Ledamot av Kungliga Vetenskapsakademien (LVA, 1934)
- Hedersledamot av Vetenskapssocieteten i Lund (HedLVSL, f.d. preses)[12]